# Epsilon Geminorum
Epsilon Geminorum (ε Gem, ε Geminorum) é a quinta estrela mais brilhante da constelação de Gemini, com uma magnitude aparente de +3,06. É também conhecida pelo nome tradicional Mebsuta (também Melboula ou Melucta). Com base em sua paralaxe de 3,86 ± 0,17 milissegundos de arco, está a aproximadamente 840 anos-luz (260 parsecs) da Terra, com uma margem de erro relativamente grande de 40 anos-luz. Como Epsilon Geminorum está localizada perto da eclíptica, pode ser ocultada pela Lua ou por um planeta. Uma ocultação por Marte aconteceu em 8 de abril de 1976, a qual permitiu que o achatamento da atmosfera externa do planeta fosse medido.
O espectro desta estrela corresponde a uma classificação estelar de G8 Ib, em que a classe de luminosidade Ib indica que é uma estrela supergigante de baixa luminosidade. Alternativamente, pode ser uma estrela que passou pelo ramo gigante assintótico e possui uma camada externa de poeira. Esta estrela tem uma massa estimada em 19,2 vezes a massa do Sol, e expandiu a um raio 105–175 vezes maior que o do Sol. Desde 1943, seu espectro tem servido como base pela qual outras estrelas são classificadas.
Epsilon Geminorum está irradiando cerca de 8 500 vezes a luminosidade do Sol de sua atmosfera externa a uma temperatura efetiva de 4 662 K, o que dá a ela o brilho amarelo típico de estrelas de classe G. Um campo magnético superficial com uma força de –0,14 ± 0,19 G foi detectado nessa estrela. Esse campo topologicamente complexo é provavelmente gerado por dínamo formado na zona de convecção da estrela.